# Turn Around (Conor Maynard)
| Recensione  | Giudizio |
| ----------- | -------- |
| Digital Spy |          |

Turn Around è una canzone del cantante inglese Conor Maynard dal suo album studio di debutto, Contrast (2012). La parte vocale è stata interpretata dal cantante statunitense Ne-Yo. È stata pubblicata come terzo singolo estratto dall'album tramite download digitale l'8 ottobre 2012. La canzone è stata scritta da Chris Brown, Mikkel S. Eriksen, Tor Erik Hermansen, Benjamin Levin, Shaffer Smith e prodotta da Stargate, Benny Blanco e Plan J.

## Video musicale
Un video musicale che accompagna la pubblicazione di Turn Around è stato caricato sul canale VEVO di YouTube il 9 settembre 2012 per una durata di 4 minuti e 3 secondi. È stato girato a Los Angeles e diretto da Colin Tilley.

## Accoglienza
Lewis Corner di Digital Spy ha dato alla canzone una recensione positiva: 

## Tracce
Download digitale
1. Turn Around (feat. Ne-Yo) – 3:53

Digital Remixes EP
1. Turn Around (feat. Ne-Yo) – 3:53
2. Turn Around (feat. Ne-Yo) (DADA Edit) – 3:52
3. Turn Around (feat. Ne-Yo) (Dave Aude Radio) – 4:05
4. Turn Around (feat. Ne-Yo) (Marc MacRowland Remix) – 5:02
5. Turn Around (feat. Ne-Yo) (The Arcade Remix) – 3:59
6. Starships (feat. Ne-Yo) (BBC Live Version) – 3:22

## Crediti
- Voce – Conor Maynard, Ne-Yo
- Produttore – Stargate, Benny Blanco, Plan J
- Testi– Mikkel S. Eriksen, Tor Erik Hermansen, Benjamin Levin, Shaffer Smith
- Etichetta - Parlophone

## Classifiche
| Classifica (2012) | Posizione più alta |
| ----------------- | ------------------ |
| Australia         | 43                 |
| Belgio (Fiandre)  | 26                 |
| Belgio (Vallonia) | 18                 |
| Danimarca         | 33                 |
| Germania          | 76                 |
| Irlanda           | 14                 |
| Italia            | 69                 |
| Paesi Bassi       | 20                 |
| Slovacchia        | 23                 |
| Regno Unito       | 8                  |
| Stati Uniti       | 110                |
| Ungheria          | 1                  |

### Classifiche di fine anno
| Classifiche (2012) | Posizione |
| ------------------ | --------- |
| Regno Unito        | 99        |

## Date di pubblicazione
| Nazione     | Data           | Formato           | Etichetta  |
| ----------- | -------------- | ----------------- | ---------- |
| Regno Unito | 8 ottobre 2012 | download digitale | Parlophone |